# Franz von Nopcsa (Hofbeamter)
Franz Freiherr von Nopcsa von Felsőszilvás (* 15. März 1815 in Felsőfarkadin, Siebenbürgen; † 24. Juni 1904 in Siebendörfer (ung. Négyfalu und früher Szecseleváros), Komitat Kronstadt) war Hofbeamter und Oberhofmeister der Kaiserin Elisabeth von Österreich-Ungarn.

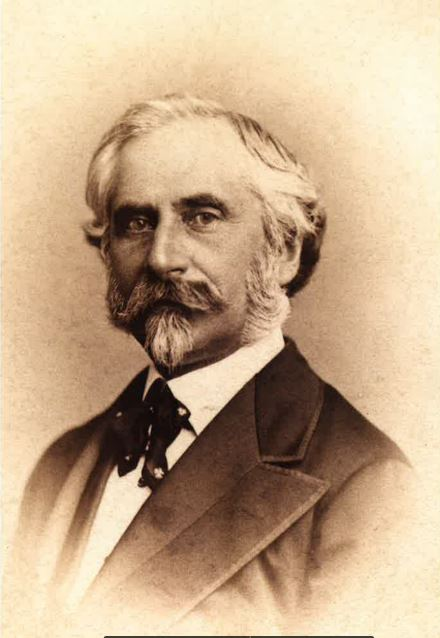
Franz von Nopcsa

## Leben
Franz von Nopcsa entstammte einer alten adeligen Familie und wurde als Sohn von Ladislaus von Nopcsa in Felsőfarkadin in Siebenbürgen geboren. Sein Vater war Obergespan des Komitates Hunyad. Seine Erziehung und Ausbildung erhielt er am Wiener Theresianum. Nach dessen Absolvierung schlug er eine militärische Laufbahn ein. Ab 1834 diente er als Leutnant bei den Windisch-Graetz-Dragonern, später als Oberleutnant bei den Radetzky-Husaren.
In den Jahren 1840 bis 1842 bekleidete er die Stelle eines Kämmerers bei Erzherzog Karl Ferdinand von Österreich. Danach zog er sich ins Privatleben zurück. Im Mai 1846 verließ er im Range eines Rittmeisters die Armee, unternahm zahlreiche Reisen ins Ausland und widmete sich als Privatgelehrter auf seinen Gütern in Siebenbürgen Studien zur ungarischen Geschichte.
In den 1860er Jahren trat eine gewisse Liberalisierung der österreichischen Politik gegenüber Ungarn ein. Das Kaisertum Österreich befand sich nach dem Italienischen Krieg von 1859 in einer Notlage, was die kaiserliche Regierung in Wien zur Nachgiebigkeit zwang. Die Ereignisse der Ungarischen Revolution 1848/1849 wurden milder bewertet. Durch das Oktoberdiplom des Monarchen am 20. Oktober 1860 wurde die alte Verfassung Ungarns vor 1848 im Wesentlichen wiederhergestellt und der Landtag zur Beratung eines neuen Wahlgesetzes berufen, das die Vertretung aller Stände ermöglichen sollte.
Nach diesem Ereignis und der Wiederherstellung des verfassungsmäßigen Lebens in Königreich Ungarn, als die Komitate wieder hergestellt wurden, schaltete sich auch Franz von Nopcsa erneut in das politische Leben ein. Im Jahre 1861 wurde er wie bereits sein Vater zum Obergespan des Hunyader Komitates gewählt. Nach weiterer Konsolidierung der politischen Lage wurde er 1867, als das „Ungarische Ministerium“ gebildet wurde, als Staatssekretär an dieses Ministerium berufen.
Kaiserin Elisabeth war von Ungarn, seinen Menschen und seiner Kultur begeistert und beeindruckt. Sie unterhielt freundschaftliche Beziehungen zu dem ungarischen Schriftsteller Maurus Jókai sowie dem ungarischen Ministerpräsidenten Gyula Graf Andrássy. Da sie mit dem Personal, die letzten Überbleibsel aus der früheren Zeit, die letzten der von Erzherzogin Sophie gewählten Damen und Herren ihrer Umgebung, das Ehepaar Königsegg-Bellegarde, entlassen hat, wählt sie einen Siebenbürger, den Baron Franz Nopcsa zum Oberhofmeister. Vermutlich war es Graf Gyula Andrássy – ein Duzfreund von Nopcsa –, der Elisabeth Nopcsa als Oberhofmeister empfohlen hat. Der Wiener Hof nahm dieses Vorgehen Elisabeths mit gemischten Gefühlen auf, von „ungarischer Überfremdung“ der Monarchie war sogar die Rede.
Franz von Nopcsa trat im Jahre 1868 seinen Dienst als Oberhofmeister der Kaiserin an. Dadurch gehörte er mit der Hofdame Maria von Festetics und der „Vorleserin der Kaiserin“ Ida von Ferenczy zur Elisabeths engster Umgebung. Nopcsa kümmerte sich um die Organisation von Elisabeths zahlreichen Reisen, um ihre Korrespondenz usw. Seinen Dienst übte er – 26 Jahre lang – bis zum Jahre 1894 aus, als er aus Altersgründen am 30. November in den Ruhestand trat, wie Elisabeths Tochter Marie Valerie in ihrem Tagebuch vermerkt. Nach seinem Rücktritt bedankte sich Kaiser Franz Joseph bei Nopcsa für seinen „aufopfernden Dienst“ und genehmigte ihm seine Wohnung in der Hofburg bis ans Lebensende zu behalten. Der tragische Tod der Kaiserin im Jahre 1898 erschütterte Nopcsa sehr, gemeinsam mit Ida von Ferenczy beteiligte er sich an dem Ordnen von Elisabeths Nachlass.
Franz von Nopcsa starb hoch betagt im Alter von 89 Jahren auf dem Gut seines Bruders in Siebendörfer in Siebenbürgen.
Sein gleichnamiger Neffe Franz von Nopcsa (* 1877, † 1933) war Paläontologe.